# Бегма (село)
Бегма (укр. Бегма) — село,
Славгородский поселковый совет,
Синельниковский район,
Днепропетровская область,
Украина.
Код КОАТУУ — 1224856201. Население по переписи 2001 года составляло 247 человек.

## Географическое положение
Село Бегма находится на правом берегу ручья Осокоровка,
выше по течению на расстоянии в 2,5 км расположен пгт Славгород,
ниже по течению на расстоянии в 2 км расположено село Першозвановка,
на противоположном берегу — село Аграфеновка (Вольнянский район).